# Tympanophyllum maculiventris
Tympanophyllum maculiventris är en insektsart som först beskrevs av Max Beier 1954.  Tympanophyllum maculiventris ingår i släktet Tympanophyllum och familjen vårtbitare. Inga underarter finns listade i Catalogue of Life.